# Charles Dunnett
Charles Dunnett (ur. 1921, zm. 2007) – kanadyjski statystyk, twórca testu post hoc zwanego od jego nazwiska testem Dunnetta.